# منتخب ألمانيا الشرقية لكرة القدم
منتخب ألمانيا الشرقية لكرة القدم (بالألمانية: Fußballnationalmannschaft der DDR) كان منتخب كرة القدم الوطني لألمانيا الشرقية التي كانت دولة أوروبية حيث تواجدت بين 1949 و1990. توقف المنتخب عن العمل منذ اتحاد الألمانيتين الشرقية مع الغربية عام 1990.

## إنجازات المنتخب

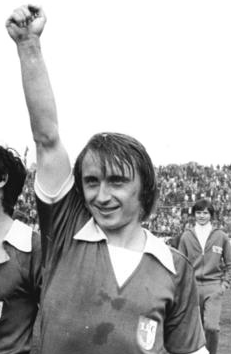
يواخيم شترايش هداف المنتخب والأكثر مشاركة عبر التاريخ.

- مشاركة في كأس العالم 1974 بألمانيا الغربية (الوصول إلى الدور الثاني).
- ميدالية ذهبية في دورة الألعاب الأولمبية 1976 بمونتريال.
- ميدالية فضية في دورة الألعاب الأولمبية 1980 بموسكو.
- ميدالية برونزية في دورة الألعاب الأولمبية 1964 بطوكيو و 1972 بميونيخ.

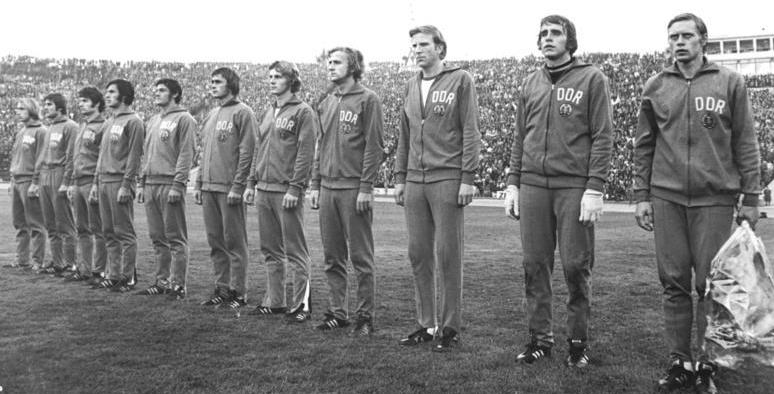
منتخب ألمانيا الشرقية في مواجهة ضد ضمن تصفيات كأس العالم 1974